# Artère tarsienne latérale
L'artère tarsienne latérale (ou artère dorsale du  tarse ou artère latérale du tarse ou artère dorsale externe du pied de Dubreuil-Chambardel) est une artère du membre inférieur située dans le pied.

## Origine
L'artère tarsienne latérale est une branche volumineuse de l'artère dorsale du pied. Elle nait de son bord latéral au niveau de l'os naviculaire.

## Trajet
L'artère tarsienne latérale passe dans une direction arquée latéralement entre les os du tarse et les muscles court extenseur des orteils et court extenseur de l'hallux.
Elle vascularise ces muscles et les articulations du tarse.
Elle s'anastomose avec les artères plantaire latérale, fibulaire antérieure, malléolaire antéro-latérale et arquée du pied.